# Denis Kozev
Denis Kozev (* 8. September 1998 in Naharija) ist ein israelischer Eishockeyspieler, der seit 2018 bei den Seattle Totems in der Western States Hockey League unter Vertrag steht.

## Karriere
Denis Kozev, der aus der nordisraelischen Stadt Naharija am Mittelmeer stammt, begann seine Karriere als Eishockeyspieler beim HC Ma’alot, für den er bereits als 15-Jähriger in der israelischen Liga debütierte. 2016 wechselte er in die Vereinigten Staaten, wo er ein Jahr bei den Billing Bulls aus der drittklassigen Juniorenliga NA3HL auf dem Eis stand. Nachdem er die Spielzeit 2017/18 erneut beim HC Ma’alot verbracht hatte, spielt er seit 2018 für die Seattle Totems in der Western State Hockey League.

### International
Im Juniorenbereich nahm Daniel Kozev mit dem israelischen Nachwuchs an den U18-Weltmeisterschaften 2014, 2015 und 2016 sowie den U20-Weltmeisterschaften 2016, als er die beste Plus/Minus-Bilanz des Turniers erreichte, 2017 und 2018 jeweils in der Division III teil.
Mit der Herren-Nationalmannschaft spielte Kozev erstmals im November 2015 beim Qualifikationsturnier für die Olympischen Winterspiele 2016 in Pyeongchang. Zudem spielte er bei der Weltmeisterschaft 2018 in der Division II.

## Erfolge und Auszeichnungen
- 2016 Beste Plus/Minus-Bilanz bei der U20-Weltmeisterschaft der Division III
- 2018 Aufstieg in die Division II, Gruppe B, bei der U20-Weltmeisterschaft der Division III